# Glenea vigintiduomaculata
Glenea vigintiduomaculata é uma espécie de escaravelho da família Cerambycidae. Foi descrita por James Thomson em 1858.